# Collarmele

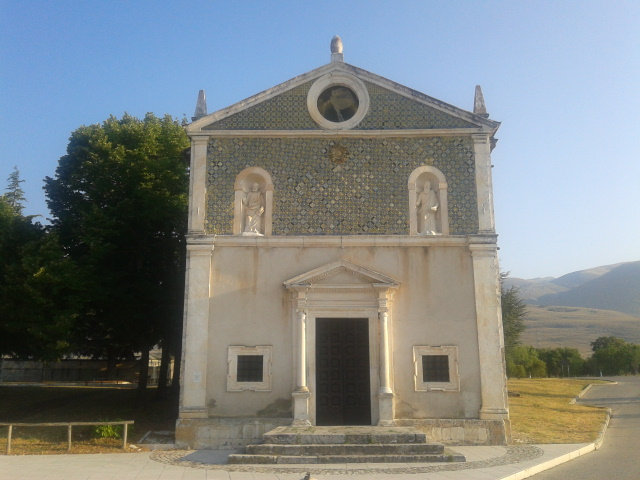
Santa Maria delle Grazie

Collarmele és un municipi situat al territori de la província de L'Aquila, als Abruços, (Itàlia).